# 67. Międzynarodowy Festiwal Filmowy w Cannes
67. Międzynarodowy Festiwal Filmowy w Cannes odbył się w dniach 14−24 maja 2014 roku. Imprezę otworzył pokaz francuskiego filmu Grace, księżna Monako w reżyserii Oliviera Dahana. W konkursie głównym zaprezentowanych zostało 18 filmów pochodzących z 11 różnych krajów.
Jury pod przewodnictwem nowozelandzkiej reżyserki Jane Campion przyznało nagrodę główną festiwalu, Złotą Palmę, tureckiemu filmowi Zimowy sen w reżyserii Nuri Bilge Ceylana. Drugą nagrodę w konkursie głównym, Grand Prix, przyznano włoskiemu obrazowi Cuda w reżyserii Alice Rohrwacher.
Oficjalny plakat promocyjny festiwalu przedstawiał aktora Marcello Mastroianniego w fotosie z filmu Federico Felliniego Osiem i pół (1963), którego światowa kariera rozpoczęła się na 16. MFF w Cannes. Galę otwarcia i zamknięcia festiwalu prowadził francuski aktor Lambert Wilson.

## Członkowie jury

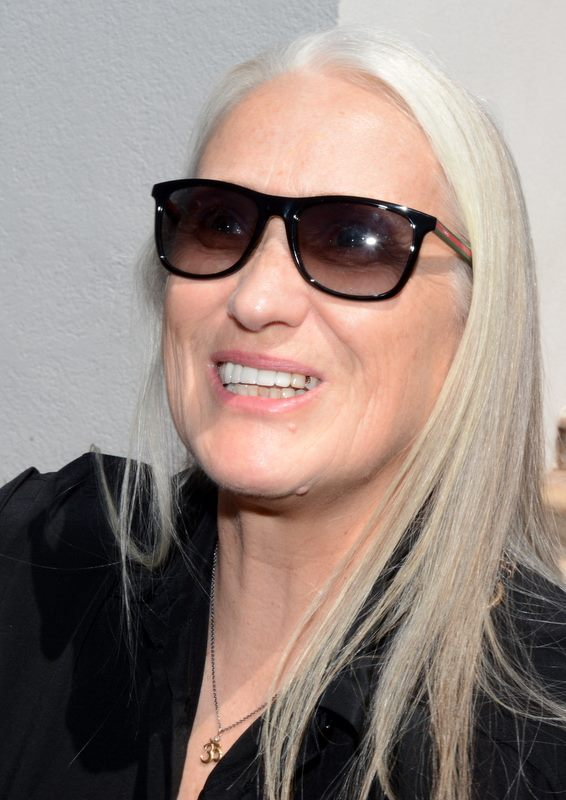
Przewodnicząca jury konkursu głównego Jane Campion.

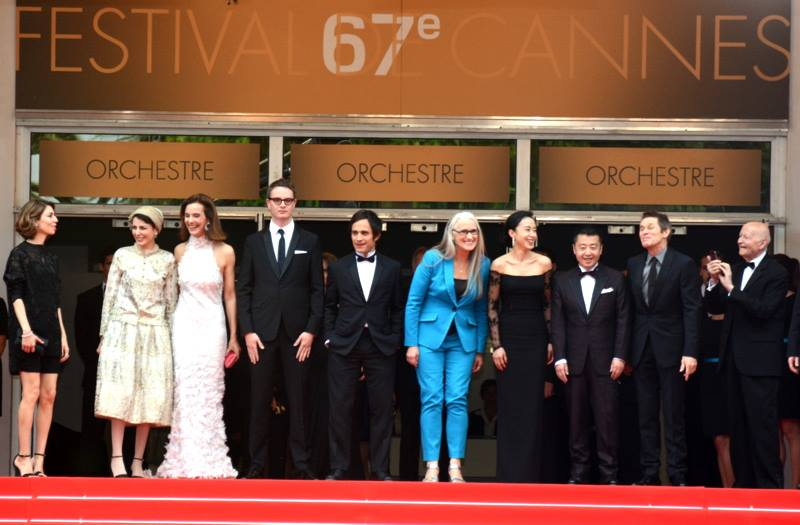
Jury konkursu głównego.

### Konkurs główny
- Jane Campion, nowozelandzka reżyserka − przewodnicząca jury[6]
- Carole Bouquet, francuska aktorka
- Sofia Coppola, amerykańska reżyserka
- Willem Dafoe, amerykański aktor
- Jeon Do-yeon, południowokoreańska aktorka
- Gael García Bernal, meksykański aktor
- Leila Hatami, irańska aktorka
- Nicolas Winding Refn, duński reżyser
- Jia Zhangke, chiński reżyser

### Sekcja "Un Certain Regard"
- Pablo Trapero, argentyński reżyser − przewodniczący jury
- Peter Becker, prezes firmy dystrybucyjnej The Criterion Collection
- Maria Bonnevie, szwedzka aktorka
- Géraldine Pailhas, francuska aktorka
- Moussa Touré, senegalski reżyser

### Cinéfondation i filmy krótkometrażowe
- Abbas Kiarostami, irański reżyser − przewodniczący jury
- Mahamat Saleh Haroun, czadyjski reżyser
- Noémie Lvovsky, francuska reżyserka
- Daniela Thomas, brazylijska reżyserka
- Joachim Trier, norweski reżyser

### Złota Kamera – debiuty reżyserskie
- Nicole Garcia, francuska aktorka i reżyserka − przewodnicząca jury
- Richard Anconina, francuski aktor
- Gilles Gaillard, prezes Mikros Image
- Sophie Grassin, francuska krytyczka filmowa
- Héléna Klotz, francuska reżyserka
- Lisa Nesselson, amerykańska krytyczka filmowa
- Philippe Van Leeuw, belgijski operator filmowy

## Selekcja oficjalna

### Otwarcie i zamknięcie festiwalu
|             | Tytuł                                    | Reżyseria     | Kraj produkcji |
| ----------- | ---------------------------------------- | ------------- | -------------- |
| Otwierający | Grace, księżna Monako                    | Olivier Dahan | Francja        |
| Zamykający  | Za garść dolarów (wersja odrestaurowana) | Sergio Leone  | Włochy         |

### Konkurs główny
Następujące filmy zostały wyselekcjonowane do udziału w konkursie głównym o Złotą Palmę:
| Tytuł polski          | Tytuł oryginalny             | Reżyseria                  | Kraj produkcji    |
| --------------------- | ---------------------------- | -------------------------- | ----------------- |
| Pożegnanie z językiem | Adieu au langage             | Jean-Luc Godard            | Francja           |
| Pojmani               | Captives                     | Atom Egoyan                | Kanada            |
| Sils Maria            | Clouds of Sils Maria         | Olivier Assayas            | Francja           |
| Dwa dni, jedna noc    | Deux jours, une nuit         | Jean-Pierre i Luc Dardenne | Belgia            |
| Foxcatcher            | Foxcatcher                   | Bennett Miller             | Stany Zjednoczone |
| Zawsze woda           | ２つ目の窓 Futatsume no mado | Naomi Kawase               | Japonia           |
| Eskorta               | The Homesman                 | Tommy Lee Jones            | Stany Zjednoczone |
| Klub Jimmy’ego        | Jimmy's Hall                 | Ken Loach                  | Wielka Brytania   |
| Zimowy sen            | Kış Uykusu                   | Nuri Bilge Ceylan          | Turcja            |
| Lewiatan              | Левиафан Leviafan            | Andriej Zwiagincew         | Rosja             |
| Mapy gwiazd           | Maps to the Stars            | David Cronenberg           | Kanada            |
| Cuda                  | Le meraviglie                | Alice Rohrwacher           | Włochy            |
| Mama                  | Mommy                        | Xavier Dolan               | Kanada            |
| Pan Turner            | Mr. Turner                   | Mike Leigh                 | Wielka Brytania   |
| Dzikie historie       | Relatos salvajes             | Damián Szifron             | Argentyna         |
| Saint Laurent         | Saint Laurent                | Bertrand Bonello           | Francja           |
| Rozdzieleni           | The Search                   | Michel Hazanavicius        | Francja           |
| Timbuktu              | Timbuktu                     | Abderrahmane Sissako       | Mauretania        |

### Sekcja "Un Certain Regard"
Następujące filmy zostały wyświetlone na festiwalu w ramach sekcji "Un Certain Regard":
| Tytuł polski             | Tytuł oryginalny                   | Reżyseria                                       | Kraj produkcji           |
| ------------------------ | ---------------------------------- | ----------------------------------------------- | ------------------------ |
| Szalona miłość           | Amour fou                          | Jessica Hausner                                 | Austria                  |
| Ludzie ptaki             | Bird People                        | Pascale Ferran                                  | Francja                  |
| Niebieski pokój          | La chambre bleue                   | Mathieu Amalric                                 | Francja                  |
| Kraina Charliego         | Charlie's Country                  | Rolf de Heer                                    | Australia                |
| Zniknięcie Eleanor Rigby | The Disappearance of Eleanor Rigby | Ned Benson                                      | Stany Zjednoczone        |
| Otwórz mi drzwi          | 도희야 Dohee-ya                    | July Jung                                       | Korea Południowa         |
| Biały Bóg                | Fehér isten                        | Kornél Mundruczó                                | Węgry                    |
| Taka piękna dziewczyna   | הרחק מהיעדרו Harcheck mi headro    | Keren Yedaya                                    | Izrael                   |
| Piękna młodość           | Hermosa juventud                   | Jaime Rosales                                   | Hiszpania                |
| Fantazja                 | 幻想曲 Huan xiang qu               | Wang Chao                                       | Chiny                    |
| Dziewczynka z kotem      | Incompresa                         | Asia Argento                                    | Włochy                   |
| Jauja                    | Jauja                              | Lisandro Alonso                                 | Argentyna                |
| Lost River               | Lost River                         | Ryan Gosling                                    | Stany Zjednoczone        |
| Party Girl               | Party Girl                         | Marie Amachoukeli, Claire Burger i Samuel Theis | Francja                  |
| Run                      | Run                                | Philippe Lacôte                                 | Wybrzeże Kości Słoniowej |
| Sól ziemi                | The Salt of the Earth              | Wim Wenders i Juliano Ribeiro Salgado           | Brazylia                 |
| Śnieg w raju             | Snow in Paradise                   | Andrew Hulme                                    | Wielka Brytania          |
| Titli                    | Titli                              | Kanu Behl                                       | Indie                    |
| Turysta                  | Turist                             | Ruben Östlund                                   | Szwecja                  |
| Xenia                    | Ξενία Xenia                        | Panos H. Koutras                                | Grecja                   |

### Pokazy pozakonkursowe
Następujące filmy zostały wyświetlone na festiwalu w ramach pokazów pozakonkursowych:
| Tytuł polski                             | Tytuł oryginalny           | Reżyseria        | Kraj produkcji    |
| ---------------------------------------- | -------------------------- | ---------------- | ----------------- |
| Grace, księżna Monako                    | Grace of Monaco            | Olivier Dahan    | Francja           |
| Powrót do domu                           | 歸來 Gui lai               | Zhang Yimou      | Chiny             |
| Królowa kasyna                           | L’homme qu’on aimait trop  | André Téchiné    | Francja           |
| Jak wytresować smoka 2                   | How to Train Your Dragon 2 | Dean DeBlois     | Stany Zjednoczone |
| Za garść dolarów (wersja odrestaurowana) | Per un pugno di dollari    | Sergio Leone     | Włochy            |
| Cel                                      | 표적 Pyojeok               | Yoon Hong-Seung  | Korea Południowa  |
| Rover                                    | The Rover                  | David Michôd     | Australia         |
| Wybawiciel                               | The Salvation              | Kristian Levring | Dania             |

### Pokazy specjalne
Następujące filmy zostały wyświetlone na festiwalu w ramach pokazów specjalnych:
| Tytuł polski                         | Tytuł oryginalny                            | Reżyseria | Kraj produkcji       |
| ------------------------------------ | ------------------------------------------- | --- | -------------------- |
| Żar                                  | El ardor                                    | Pablo Fendrik | Argentyna            |
| Rysownicy - piechurzy demokracji     | Caricaturistes, fantassins de la démocratie | Stéphanie Valloatto | Francja              |
| O mężczyznach i wojnie               | Des hommes et de la guerre                  | Laurent Bécue-Renard | Francja              |
| Ludzie z 'Le Monde'                  | Les gens du Monde                           | Yves Jeuland | Francja              |
| Geronimo                             | Geronimo                                    | Tony Gatlif | Francja              |
| Srebrzysta woda. Syria - autoportret | ماء الفضة Ma'a al-Fidda                     | Ossama Mohammed i Wiam Simav Bedirxan | Syria                |
| Majdan. Rewolucja godności           | Майдан Maidan                               | Siergiej Łoźnica | Ukraina              |
| Mosty Sarajewa                       | Les ponts de Sarajevo                       | Aida Begić, Leonardo Di Costanzo, Jean-Luc Godard, Kamen Kalew, Isild Le Besco, Siergiej Łoźnica, Vincenzo Marra, Ursula Meier, Vladimir Perišić, Cristi Puiu, Marc Recha, Angela Schanelec i Teresa Villaverde | Bośnia i Hercegowina |
| Armia Czerwona                       | Red Army                                    | Gabe Polsky | Stany Zjednoczone    |
| Właściciele                          | Үкілі кәмшат Ukili kamshat                  | Adilchan Jerżanow | Kazachstan           |

## Laureaci nagród

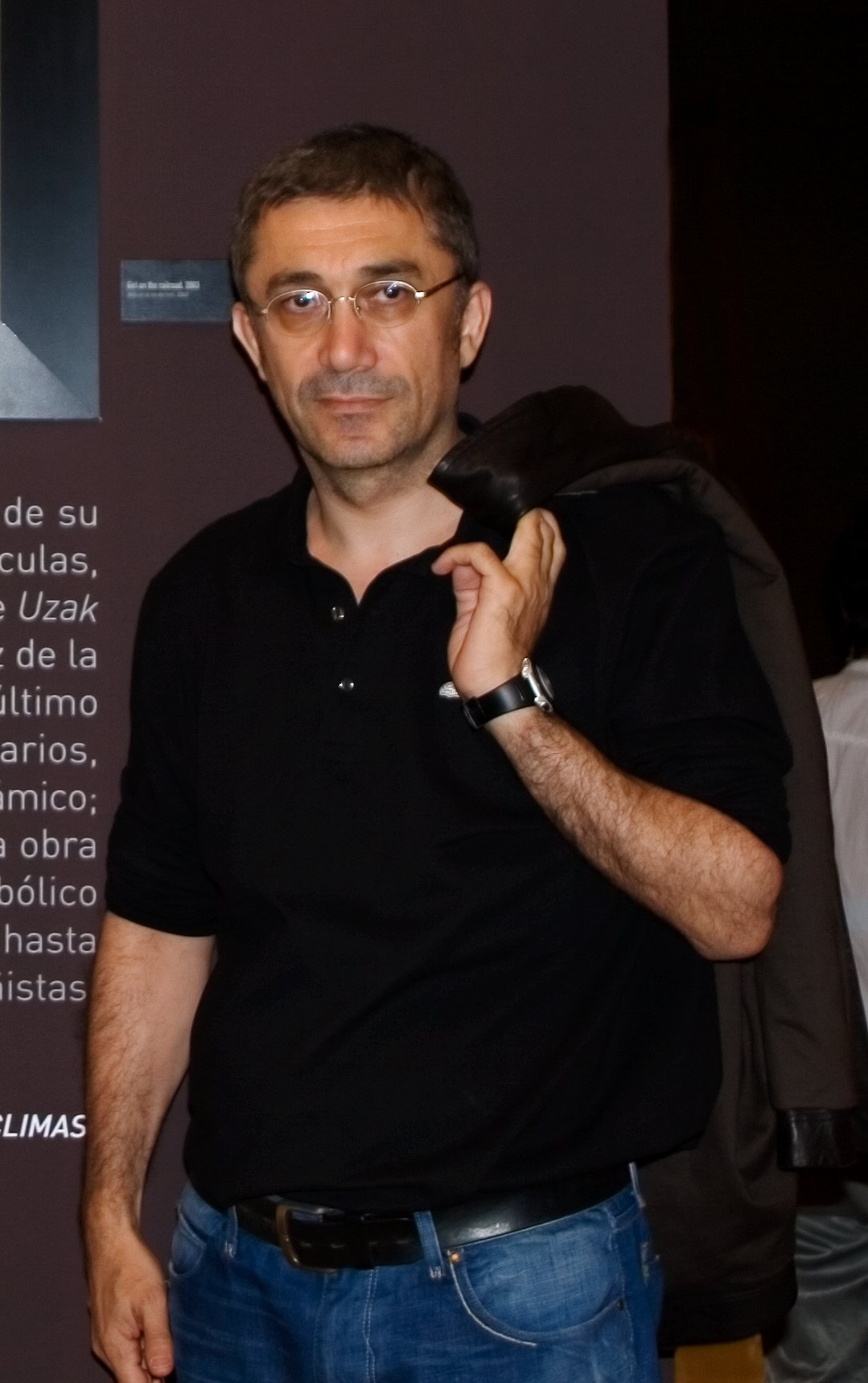
Laureat Złotej Palmy Nuri Bilge Ceylan.

### Konkurs główny
Złota Palma
- Zimowy sen, reż. Nuri Bilge Ceylan

Grand Prix
- Cuda, reż. Alice Rohrwacher

Nagroda Jury
- Mama, reż. Xavier Dolan
- Pożegnanie z językiem, reż. Jean-Luc Godard

Najlepsza reżyseria
- Bennett Miller − Foxcatcher

Najlepsza aktorka
- Julianne Moore − Mapy gwiazd

Najlepszy aktor
- Timothy Spall − Pan Turner

Najlepszy scenariusz
- Andriej Zwiagincew i Oleg Niegin − Lewiatan

### Sekcja "Un Certain Regard"
Nagroda Główna

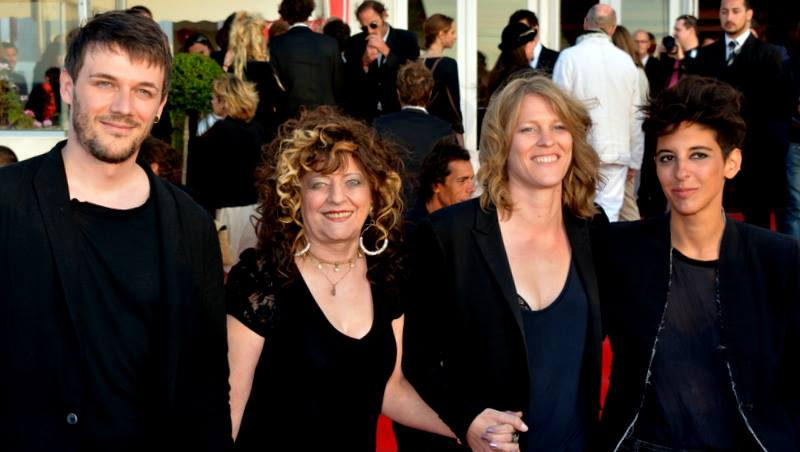
Nagrodzeni twórcy filmu Party Girl.

- Biały Bóg, reż. Kornél Mundruczó

Nagroda Jury
- Turysta, reż. Ruben Östlund

Nagroda Specjalna Jury
- Sól ziemi, reż. Wim Wenders i Juliano Ribeiro Salgado

Nagroda dla obsady aktorskiej
- Party Girl, reż. Marie Amachoukeli, Claire Burger i Samuel Theis

Najlepsza kreacja aktorska
- David Gulpilil − Kraina Charliego

### Konkurs filmów krótkometrażowych
Złota Palma dla najlepszego filmu krótkometrażowego
- Leidi, reż. Simón Mesa Soto

Wyróżnienie Specjalne
- Aïssa, reż. Clément Tréhin-Lalanne
- Ja vi elsker, reż. Hallvar Witzø

Nagroda Cinéfondation dla najlepszej etiudy studenckiej
- I miejsce:  Skunk, reż. Annie Silverstein
- II miejsce:  Oh Lucy!, reż. Atsuko Hirayanagi
- III miejsce:  The Bigger Picture, reż. Daisy Jacobs /  Zakwas chlebowy, reż. Fulvio Risuleo

### Wybrane pozostałe nagrody

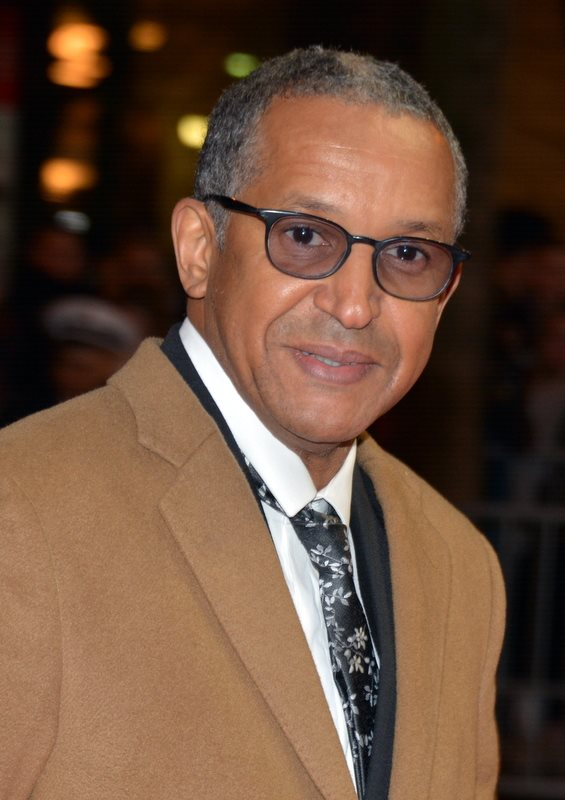
Dwukrotnie nagrodzony Abderrahmane Sissako.

Złota Kamera za najlepszy debiut reżyserski
- Party Girl, reż. Marie Amachoukeli, Claire Burger i Samuel Theis

Nagroda Główna w sekcji "Międzynarodowy Tydzień Krytyki"
- Plemię, reż. Myrosław Słaboszpycki

Nagroda Główna w sekcji "Quinzaine des Réalisateurs" – CICAE Award
- Miłość od pierwszego ugryzienia, reż. Thomas Cailley

Nagroda Label Europa Cinemas dla najlepszego filmu europejskiego w sekcji "Quinzaine des réalisateurs"
- Miłość od pierwszego ugryzienia, reż. Thomas Cailley

Nagroda FIPRESCI
- Konkurs główny:  Zimowy sen, reż. Nuri Bilge Ceylan
- Sekcja "Un Certain Regard":  Jauja, reż. Lisandro Alonso
- Sekcja "Quinzaine des Réalisateurs":  Miłość od pierwszego ugryzienia, reż. Thomas Cailley

Nagroda Jury Ekumenicznego
- Timbuktu, reż. Abderrahmane Sissako
  - Wyróżnienie:  Sól ziemi, reż. Wim Wenders i Juliano Ribeiro Salgado /  Piękna młodość, reż. Jaime Rosales

Nagroda Vulcan dla artysty technicznego
- Dick Pope za zdjęcia do filmu Pan Turner

Nagroda za najlepszą ścieżkę dźwiękową
- Howard Shore − Mapy gwiazd

Nagroda im. François Chalais dla filmu propagującego znaczenie dziennikarstwa
- Timbuktu, reż. Abderrahmane Sissako
  - Wyróżnienie:  Sól ziemi, reż. Wim Wenders i Juliano Ribeiro Salgado

Queerowa Palma dla najlepszego filmu o tematyce LGBT
- Dumni i wściekli, reż. Matthew Warchus

Nagroda Palm Dog dla najlepszego psiego występu na festiwalu
- Biały Bóg, reż. Kornél Mundruczó